# Laura Mennell
Laura Mennell (ur. 18 kwietnia 1980 w Surrey) – kanadyjska aktorka, która wystąpiła m.in. w serialach Alphas, Van Helsing i Człowiek z Wysokiego Zamku.

## Filmografia

### Filmy
| Rok  | Tytuł                              | Rola              | Uwagi           |
| ---- | ---------------------------------- | ----------------- | --------------- |
| 2001 | Trzynaście duchów                  | Susan LeGrow      |                 |
| 2003 | Alarium                            | Vivienne          | krótkometrażowy |
| 2004 | White Grease Paint                 |                   | krótkometrażowy |
| 2004 | 11:11                              | Sara Tobias       |                 |
| 2007 | The Visitor                        | Teacher           | krótkometrażowy |
| 2007 | Upiorna noc halloween              | Allie             |                 |
| 2008 | Elegia                             | Cute Girl         |                 |
| 2008 | Christmas Cottage                  | Nicole - Portrait |                 |
| 2009 | Watchmen: Strażnicy                | Janey Slater      |                 |
| 2009 | Żądza śmierci                      | Lanie Drachev     | film DVD        |
| 2010 | The Homestead                      | Jane              | krótkometrażowy |
| 2017 | Limina                             | Lois              | krótkometrażowy |
| 2021 | Circle                             | Ren               | krótkometrażowy |
| 2022 | Dangerous Game: The Legacy Murders | Marie Betts       |                 |

### Telewizja
| Rok             | Tytuł                         | Rola                  | Uwagi              |
| --------------- | ----------------------------- | --------------------- | ------------------ |
| 1998            | I've Been Waiting for You     | Sarah Lancaster       | film telewizyjny   |
| 1999            | Millennium                    |                       | 1 odcinek          |
| 1999            | Gwiezdne wrota                | Mary                  | 1 odc.             |
| 2000            | Scorn                         | Lisa                  | film TV            |
| 2001            | Łowcy koszmarów               | Amber                 | 1 odc.             |
| 2001            | Wydział do spraw specjalnych  | Larisa Childs         | 1 odc.             |
| 2002            | Ściśle tajne                  | córka Collina         | 1 odc.             |
| 2003            | Andromeda                     | Siara                 | 1 odc.             |
| 2004            | Trup jak ja                   | Desiree               | 1 odc.             |
| 2005            | Gwiezdne wrota: Atlantyda     | Sanir                 | 1 odc.             |
| 2005            | Po stronie brata              | Nicole Forester       | film TV            |
| 2006            | Słowo na L                    | Toni                  | 2 odc.             |
| 2006            | Lot 93 z Newark               | Elizabeth Wainio      | film TV            |
| 2007            | Nora Roberts: Niebo Montany   | Lily Mercy            | film TV            |
| 2007            | The Last Trimester            | Marlene Brenden       | film TV            |
| 2007            | 4400                          | młoda Audrey Parker   | 1 odc.             |
| 2007            | Fallen                        | Penemue               | 1 odc.             |
| 2007            | Sanctuary                     | Caird                 | miniserial, 3 odc. |
| 2007            | Flash Gordon                  | Lilian                | 1 odc.             |
| 2007            | Więzy krwi                    | Christina             | 1 odc.             |
| 2008            | Sanctuary                     | Caird                 | 1 odc.             |
| 2008            | The Christmas Clause          | Jill                  | film TV            |
| 2009            | Eureka                        | dr Rivers             | 1 odc.             |
| 2009            | Sight Unseen                  | Cloe                  | film TV            |
| 2009            | Health Nutz                   | Jennifer Noir         | film TV            |
| 2009, 2011      | Tajemnice Smallville          | Toni / Janet Dawson   | 2 odc.             |
| 2010            | A Trace of Danger             | Beth                  | film TV            |
| 2010            | Fringe: Na granicy światów    | Rose Falls            | 1 odc.             |
| 2010            | Hard Ride to Hell             | Tessa                 | film DVD           |
| 2010            | Nie z tego świata             | Brigitta / Djinn      | 2 odc.             |
| 2011–2012       | Alphas                        | Nina Theroux          | 24 odc.            |
| 2013            | Republic of Doyle             | Rachel Malloy         | 1 odc.             |
| 2013            | The Christmas Ornament        | Rebecca               | film TV            |
| 2014            | Motyw                         | Samantha Turner       | 8 odc.             |
| 2014            | Stolen from the Womb          | Chelsey Miller        | film TV            |
| 2014–2015       | Przystań                      | Charlotte Cross       | 13 odc.            |
| 2015            | My New Best Friend            | Samantha              | film TV            |
| 2015            | When Calls the Heart          | Samantha Madison      | 2 odc.             |
| 2015            | Gourmet Detective             | Pauline Duquette      | film TV            |
| 2015            | A Country Wedding             | Catherine             | film TV            |
| 2015            | Cedar Cove                    | Kelly                 | 2 odc.             |
| 2015            | Girlfriends' Guide to Divorce | Marria                | 1 odc.             |
| 2016            | Legends of Tomorrow           | Gail Knox             | 1 odc.             |
| 2016            | Podróżnicy                    | ADA Peckham           | 1 odc.             |
| 2016–2017, 2021 | Van Helsing                   | Rebecca               | 10 odc.            |
| 2017            | Real Detective                | Tammy Armstrong       | 1 odc.             |
| 2017            | Maternal Instinct             | Heather               | film TV            |
| 2017–2018       | Loudermilk                    | Allison               | 14 odc.            |
| 2018            | Człowiek z Wysokiego Zamku    | Thelma Harris         | 9 odc.             |
| 2019–2020       | Project Blue Book             | Mimi Hynek            | gł. rola           |
| 2021            | Two Sentence Horror Stories   | Kora                  | 1 odc.             |
| 2021            | Batwoman                      | Enigma / Evelyn Rhyme | 6 odc.             |